# Bádog
A bádog 1,5 mm-nél vékonyabb, lágy vaslemez, ón- vagy cinkbevonattal korrózióállóvá téve. Eredetileg a bevonat (felületkezelés) nélküli, natúr vékony, lágy vaslemezt is értik bádog alatt (feketebádog), de ma a gyakorlatban az ónnal, cinkkel bevont, felületkezelt változatot alkalmazzák döntően (fehérbádog). A feketebádog onnan kapta a nevét, hogy gyártásakor, az izzítás során, sötét színű oxid- (reve-)réteggel vonódik be. Elterjedt elnevezése még a pléh, pléhlemez, ami általánosságban vékony fémlemezt jelent, de a gyakorlatban a bádog szinonimájaként használják.

## Tulajdonságai
A bádog könnyű, lágy vaslemez, amely könnyen formázható, és a felületbevont változata nem rozsdásodik. Ezért előszeretettel használják az építőiparban, ereszek, párkányok, homlokzati díszek alapanyagaként. Régen előszeretettel készítettek belőle főzőedényeket, kádakat és más használati tárgyakat.

## Gyártása
A bádogot régebben kézi munkával, kovácsolással állították elő, de a 18. század óta hengerléssel folyik a gyártása. A fehér bádogot a feketéből állítják elő, úgy, hogy a felületén található reveréteget eltávolítják, majd elvégzik a felületbevonást. A felületi revét pácolással, sósavas vagy kénsavas maratással távolítják el. A savmaradékot vízzel távolítják el a lemezek felületéről, megszárítják, majd az ón- vagy cinkbevonás (utóbbit horganyzásnak, horganyozásnak is nevezik) következik. Ez az adott fém olvadékába való mártással történik. Az így kapott fehér bádognak ezüstösen csillogó színe van. 
A bádog elnevezés inkább a táblában való hengerléshez kapcsolódik, amit ma már nem alkalmaznak. A korszerű technológia szerinti gyártás folyamatos, vagy félfolytatólagos hengerlést jelent. Ugyancsak folyamatos módszerrel történik a pácolás és a fémbevonás is.
A táblalemezt, illetve a lemezszalagot – a felhasználási terület kívánalmai szerint – megfelelő méretre darabolják. Ez táblaollókkal és/vagy körollókkal történik.

## Bádogosság
A bádogosság a bádog feldolgozásával foglalkozó mesterség. A bádogos először kiegyengeti a lemezt, majd sablon alapján az úgynevezett írdalóval (Vorreisser) kirajzolja. Ezután a lemezt a megfelelő eszközökkel kiszabja, majd hajlítással, préseléssel vagy domborítással megformálja az adott darabot. A végső lépés – amennyiben szükséges – a részek áthajtással vagy forrasztással történő egyesítése.